# 430 km Monze 1991
430 km Monze 1991 je bila druga dirka Svetovnega prvenstva športnih dirkalnikov v sezoni 1991. Odvijala se je 5. maja 1991.

## Rezultati
| Poz    | Razred | Št | Moštvo                 | Dirkači                               | Šasija                             | Gume | Krogi |
| Poz    | Razred | Št | Moštvo                 | Dirkači                               | Motor                              | Gume | Krogi |
| ------ | ------ | -- | ---------------------- | ------------------------------------- | ---------------------------------- | ---- | ----- |
| 1      | C1     | 4  | Silk Cut Jaguar        | Derek Warwick                         | Jaguar XJR-14                      | G    | 75    |
| 1      | C1     | 4  | Silk Cut Jaguar        | Derek Warwick                         | Cosworth HB 3.5L V8                | G    | 75    |
| 2      | C1     | 3  | Silk Cut Jaguar        | Teo Fabi Martin Brundle               | Jaguar XJR-14                      | G    | 74    |
| 2      | C1     | 3  | Silk Cut Jaguar        | Teo Fabi Martin Brundle               | Cosworth HB 3.5L V8                | G    | 74    |
| 3      | C2     | 1  | Team Sauber Mercedes   | Jochen Mass Jean-Louis Schlesser      | Mercedes-Benz C11                  | G    | 73    |
| 3      | C2     | 1  | Team Sauber Mercedes   | Jochen Mass Jean-Louis Schlesser      | Mercedes-Benz M119 5.0L Turbo V8   | G    | 73    |
| 4      | C1     | 8  | Euro Racing            | Cor Euser Charles Zwolsman            | Spice SE90C                        | G    | 71    |
| 4      | C1     | 8  | Euro Racing            | Cor Euser Charles Zwolsman            | Ford Cosworth DFR 3.5L V8          | G    | 71    |
| 5      | C2     | 11 | Porsche Kremer Racing  | Manuel Reuter Harri Toivonen          | Porsche 962CK6                     | Y    | 71    |
| 5      | C2     | 11 | Porsche Kremer Racing  | Manuel Reuter Harri Toivonen          | Porsche Type-935 3.2L Turbo Flat-6 | Y    | 71    |
| 6      | C2     | 16 | Repsol Brun Motorsport | Massimo Sigala Oscar Larrauri         | Porsche 962C                       | Y    | 69    |
| 6      | C2     | 16 | Repsol Brun Motorsport | Massimo Sigala Oscar Larrauri         | Porsche Type-935 3.2L Turbo Flat-6 | Y    | 69    |
| 7      | C2     | 18 | Mazdaspeed             | Maurizio Sandro Sala Pierre Dieudonné | Mazda 787                          | D    | 69    |
| 7      | C2     | 18 | Mazdaspeed             | Maurizio Sandro Sala Pierre Dieudonné | Mazda R26B 2.6L 4-Rotor            | D    | 69    |
| 8      | C1     | 5  | Peugeot Talbot Sport   | Mauro Baldi Philippe Alliot           | Peugeot 905                        | M    | 69    |
| 8      | C1     | 5  | Peugeot Talbot Sport   | Mauro Baldi Philippe Alliot           | Peugeot SA35 3.5L V10              | M    | 69    |
| 9      | C2     | 12 | Courage Compétition    | Lionel Robert François Migault        | Cougar C26S                        | G    | 68    |
| 9      | C2     | 12 | Courage Compétition    | Lionel Robert François Migault        | Porsche Type-935 3.2L Turbo Flat-6 | G    | 68    |
| 10     | C2     | 13 | Courage Compétition    | Michel Trollé Claude Bourbonnais      | Cougar C26S                        | G    | 67    |
| 10     | C2     | 13 | Courage Compétition    | Michel Trollé Claude Bourbonnais      | Porsche Type-935 3.2L Turbo Flat-6 | G    | 67    |
| 11 DNF | C1     | 6  | Peugeot Talbot Sport   | Keke Rosberg Yannick Dalmas           | Peugeot 905                        | M    | 64    |
| 11 DNF | C1     | 6  | Peugeot Talbot Sport   | Keke Rosberg Yannick Dalmas           | Peugeot SA35 3.5L V10              | M    | 64    |
| 12 DNF | C2     | 17 | Repsol Brun Motorsport | Jésus Pareja Walter Brun              | Porsche 962C                       | Y    | 39    |
| 12 DNF | C2     | 17 | Repsol Brun Motorsport | Jésus Pareja Walter Brun              | Porsche Type-935 3.0L Turbo Flat-6 | Y    | 39    |
| 13 DNF | C1     | 7  | Louis Descartes        | Philippe de Henning Luigi Taverna     | ALD C91                            | G    | 30    |
| 13 DNF | C1     | 7  | Louis Descartes        | Philippe de Henning Luigi Taverna     | Ford Cosworth DFR 3.5L V8          | G    | 30    |
| 14 DNF | C1     | 2  | Team Sauber Mercedes   | Karl Wendlinger Michael Schumacher    | Mercedes-Benz C291                 | G    | 20    |
| 14 DNF | C1     | 2  | Team Sauber Mercedes   | Karl Wendlinger Michael Schumacher    | Mercedes-Benz M291 3.5L Flat-12    | G    | 20    |
| 15 DNF | C2     | 14 | Team Salamin Primagaz  | Antoine Salamin Max Cohen-Olivar      | Porsche 962C                       | G    | 15    |
| 15 DNF | C2     | 14 | Team Salamin Primagaz  | Antoine Salamin Max Cohen-Olivar      | Porsche Type-935 3.0L Turbo Flat-6 | G    | 15    |
| 16 DNF | C2     | 21 | Konrad Motorsport      | Franz Konrad Stefan Johansson         | Porsche 962C                       | G    | 14    |
| 16 DNF | C2     | 21 | Konrad Motorsport      | Franz Konrad Stefan Johansson         | Porsche Type-935 3.2L Turbo Flat-6 | G    | 14    |
| 17 DNF | C2     | 15 | Veneto Equipe SRL      | Marco Brand Andrea Filipinni          | Lancia LC2                         | D    | 12    |
| 17 DNF | C2     | 15 | Veneto Equipe SRL      | Marco Brand Andrea Filipinni          | Ferrari 308C 3.1L Turbo V8         | D    | 12    |

## Statistika
- Najboljši štartni položaj - #4 Silk Cut Jaguar - 1:33.672
- Najhitrejši krog - #4 Silk Cut Jaguar - 1:29.182
- Povprečna hitrost - 207.614km/h